# Medaille „50 Jahre sowjetische Miliz“

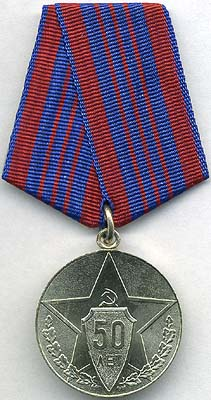
Avers der Medaille

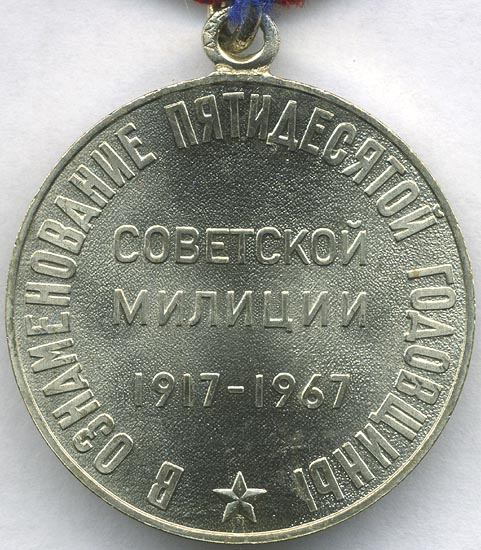
Revers der Medaille

Die Medaille „50 Jahre sowjetische Miliz“ (russisch Юбилейная медаль «50 лет советской милиции») war eine Auszeichnung der ehemaligen Sowjetunion. Ihre Stiftung erfolgte anlässlich des 50. Jahrestages der Gründung der sowjetischen Miliz am 20. November 1967. Ihre Verleihung erfolgte an ausgewählte Angehörige der Miliz und Mitarbeiter anderer staatlicher Behörden, die der Miliz unterstanden.
Die 32 mm durchmessende Medaille aus einer Kupfer-Nickel-Lgierung zeigt auf ihrem Avers einen Sowjetstern der auf zwei gekreuzten Eichenlaubzweigen ruht. Vor dem Stern ist ein Schild angebracht, welches die Inschrift: 50  лет (50 Jahre) trägt. Das Revers der Medaille zeigt dagegen die dreizeilige Inschrift: советской милиции 1917-1967 (Sowjetische Miliz 1917–1967) sowie die Umschrift: В ознаменование пятидесятой годовщины (Im Gedenken an den fünfzigsten Jahrestag). Getragen wurden die Medaille an der linken Brustseite des Beliehenen an einer pentagonalen roten Spange mit blauem Saum. In dieses Band sind mittig vier weitere blaue senkrechte Mittelstreifen eingewebt, von denen die beiden inneren 1 mm breit sind. Die Interimspange ist von gleicher Beschaffenheit. Es wurden 409.150 Medaillen verliehen.